# Ezra (film, 2007)
Pour les articles homonymes, voir Ezra.
Pour plus de détails, voir Fiche technique et Distribution.
Ezra est un film nigérian réalisé par Newton Aduaka, sorti en 2007.

## Synopsis
L’histoire d’Ezra, ancien soldat alors qu’il n’était encore qu’un enfant, qui cherche à mener une vie normale après la traversée de la guerre civile au Sierra Leone. 
Il devra répondre de ces actes de guerre devant le tribunal, bien qu’étant souvent sous l’emprise de la drogue et de l’alcool en tant que soldat. Il refusera d’assumer sa responsabilité, traversant des souvenirs difficiles et éprouvant le besoin d’être pardonné, par ses proches et par lui-même.

## Fiche technique
- Réalisation : Newton I. Aduaka
- Scénario : Newton I. Aduaka et Alain-Michel Blanc
- Photographie : Carlos Arango de Montis
- Décors : Yann Dury
- Costumes : Sophie Campana
- Montage : Sebastian Touta
- Musique : Nicolas Baby
- Son : Alioune Mbow et Guillaume Valeix
- Production : Michel Loro, Gorune Aprikian/Cinefacto
- Une production Cinefacto-ARTE France
  - En coproduction avec : Amour Fou Filmproduktion et Sunday Morning
  - En association avec : Pierre Javaux Productions et Granite Filmworks Ltd

## Distribution
- Ezra : Mamoudu Turay Kamara
- Onitcha : Mariame N’Diaye
- Mariam : Mamusu Kallon
- Mac Mondale : Richard Gant
- Cynthia : Mercy Ojelade
- Rufus : Emil Abossolo-Mbo
- Moses : Merveille Lukeba
- Mischak : Abubakarr Karim Sawaneh
- Ezekiel : Ilario Bisi-Pedro
- Le Juge Naim : Cleophas Kabasiita
- Black Jesus : Wale Ojo
- Terminator : Yao Yankey Yankson

## Distinctions
- L'Étalon d'or de Yennenga (Grand prix) au FESPACO
- La licorne d'or du Festival international du film d'Amiens
- Prix des Nations unies pour la promotion d’une culture de la paix et de la tolérance
- Prix de Plan Burkina pour les droits de l’homme
- Prix de l’Institut national des langues et civilisations orientales (INALCO)
- Prix du public « The silver alhambra » au Festival Internacional de Granada Cines del Sur